# Discours sur l'origine et les fondements de l'inégalité parmi les hommes

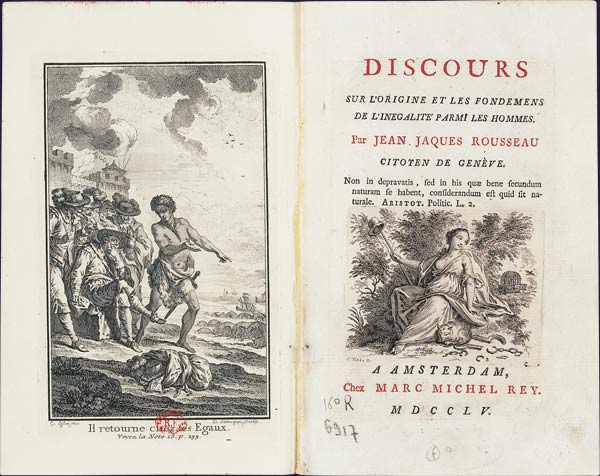
Discours sur l'origine et les fondements de l'inégalité parmi les hommes

Discours sur l'origine et les fondements de l'inégalité parmi les hommes (ook wel bekend als het tweede Discours) is een werk geschreven door Jean-Jacques Rousseau. De tekst werd geschreven in 1754 als antwoord op een prijsvraag, uitgeschreven door de Académie des Sciences, Arts et Belles-Lettres de Dijon, en diende een antwoord te geven op de vraag: wat is de oorsprong van de ongelijkheid tussen mensen en wordt deze gerechtvaardigd door een zogenaamd natuurrecht. Hoewel Rousseau geen prijs won (eerder wel voor het Discours sur les sciences et les arts) publiceerde hij de tekst toch in 1755.

## Beschrijving
In het Discours sur l'origine et les fondements de l'inégalité parmi les hommes besprak Rousseau twee soorten van ongelijkwaardigheid, de natuurlijke of fysieke en de ethische of politieke. Natuurlijke ongelijkheid betrof verschillen tussen de fysieke sterkte van de ene en de andere man; dit was een product van de natuur. Om deze ongelijkheid gaf Rousseau niet maar wel om de morele ongelijkheid. Hij argumenteerde dat morele ongelijkheid van nature voorkwam in de burgermaatschappij en verschillen veroorzaakte in macht en rijkdom. Deze soort ongelijkheid zou worden veroorzaakt door conventies. Rousseau leek een cynische kijk te hebben op de burgermaatschappij, die was ontstaan uit de "oorspronkelijke staat", waarbij de mens vrij was om zijn individuele noden en behoeften te bevredigen. Voor hem was de burgermaatschappij een machtsmiddel dat gebruikt werd door de invloedrijken om controle en de eigen rijkdom te behouden.
Maar dat was zijn eindconclusie. Hij begon met een analyse van de natuurlijke mens, die nog niet het gebruik van taal uitgevonden of het vermogen tot abstract denken bereikt had. Rousseau schreef: De eerste man die een stuk land omheinde en zei "dit is van mij" en mensen vond die naïef genoeg waren om hem te geloven, deze man was de stichter van de burgermaatschappij. Van hoeveel misdaden, oorlogen en moorden, van hoeveel ellende en misfortuin had de mensheid niet gered kunnen worden als niet iemand toen was opgestaan en had gezegd: "pas op en luister niet naar deze bedrieger; je dagen zijn geteld als je vergeet dat alle vruchten der aarde van ons allen zijn en de aarde van niemand". De twee belangrijkste kenmerken van de natuurlijke mens van Rousseau waren zijn natuurlijke, niet zelfvernietigende eigenliefde (amour de soi meme) en zijn vermogen tot medelijden met het lijden van anderen. Medelijden en eigenliefde zouden samen hebben gewerkt en bijgedragen hebben tot het behoud van het menselijke ras door de eeuwen heen.

## Analyse

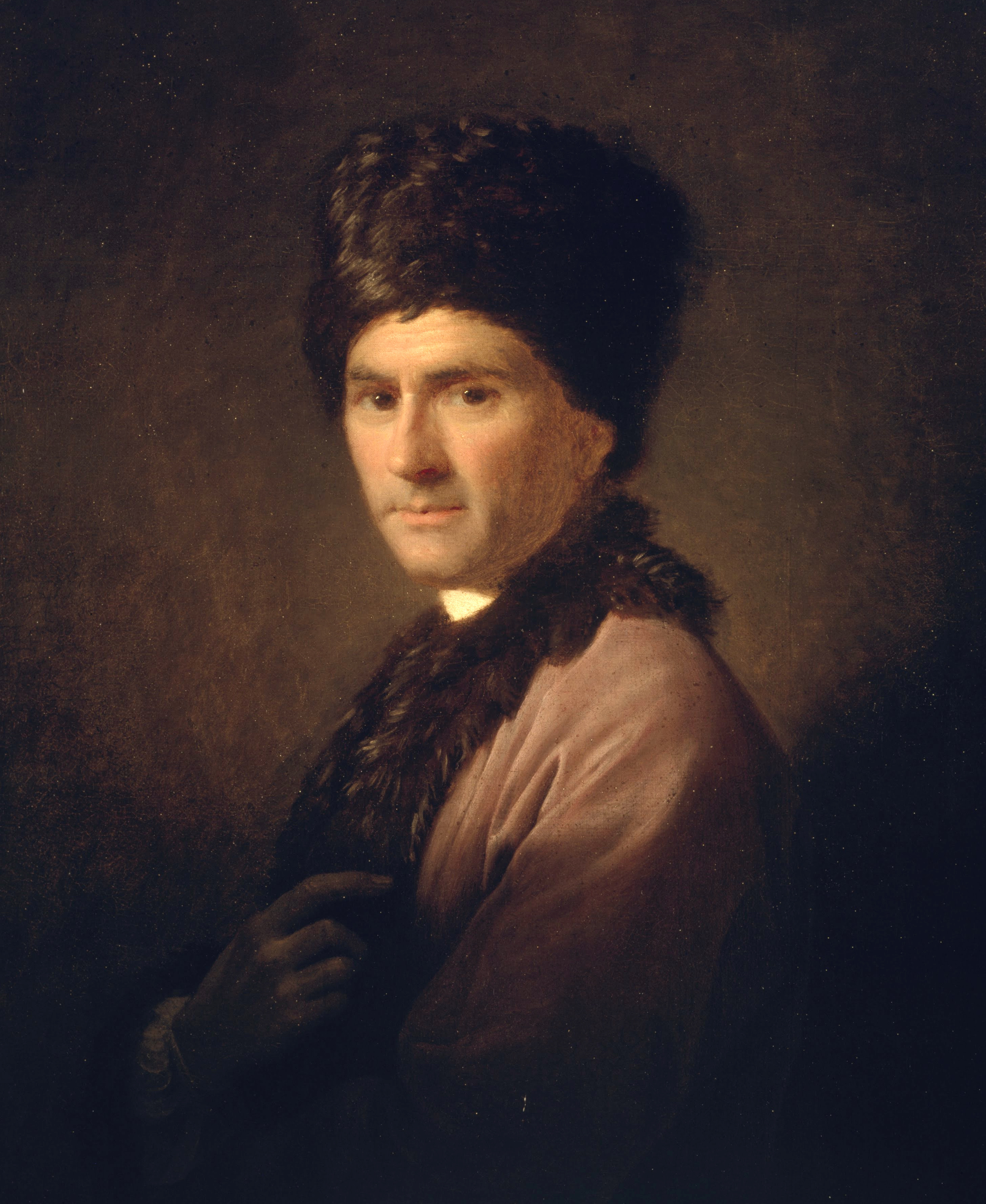
Schrijver Rousseau

De natuurlijke man van Rousseau verschilde aanzienlijk van en was een antwoord op die van Thomas Hobbes; Rousseau wees hier nadrukkelijk op in zijn werk. Hij verweet Hobbes een cynische kijk op de mensheid. De natuurlijke man van Rousseau werd niet gestimuleerd door de angst voor de dood omdat hij zich dat niet voor kon stellen. Angst voor de dood zou aldus een uittreding uit de natuurtoestand hebben betekend. De natuurlijke mens van Rousseau leek meer op een dier, "met zelfbehoud als zijn belangrijkste en vrijwel enige zorg" en "de enige goede zaken die hij erkende waren voedsel, een vrouw en slaap..." Deze natuurlijke man was niet voortdurend in een toestand van angst en opwinding. De natuurlijke man van Rousseau bezat een aantal kwaliteiten waardoor hij zich gedurende langere tijd onderscheidde van dieren. Hij had de mogelijkheid een keuze te doen; deze kwaliteit beschreef Rousseau als libre-arbitre. De mogelijkheden van de vrije wil werden echter ondergraven door Rousseau's geloof dat een man "is een wezen dat altijd handelt overeenkomstig zekere invariabele principes.
De mogelijkheid van de mens om medeleven te tonen zou een man stimuleren tot samenwerking. Hij zou ook de kwaliteit van volmaaktheid bezitten, wat hem toestond zijn fysieke conditie en omgevingssituatie te verbeteren en een betere overlevingsstrategie te ontwikkelen. De toename van het aantal contacten en gewoonten daarbij veranderden echter zijn basisvaardigheiden met betrekking tot redelijkheid en reflectie, zijn natuurlijke of naïeve zelfliefde verwerd in een corrupte afhankelijkheid van anderen. Natuurlijke, niet destructieve eigenliefde veranderde geleidelijk in amour propre, een eigenliefde gestimuleerd door trots en jaloezie. Deze aanpassing aan amour propre had vier gevolgen: (1) competitie, (2) zelfvergelijk met anderen, (3) haat en (4) verlangen naar macht. Al deze factoren leidden tot Rousseau's cynische burgermaatschappij. Maar amour de soi meme betekende ook een belangrijke stap buiten de natuurlijke staat. Rousseau's man was een einzelgänger en kon zichzelf voorzien. Een gevecht of schermutseling was alleen bedoeld tot zelfbescherming. Hij was in goede conditie, snel en sterk en in staat voor zichzelf te zorgen. Hij doodde alleen voor zelfbehoud. Toen deze natuurlijke man eigendom verwierf was dit het begin van het kwaad. Het bezit van eigendom veroorzaakte een scheiding in de natuurlijke wereld; het eerst kwam de meester-slaaf relatie. Bezit leidde vervolgens ook tot het ontstaan van families. De natuurlijke man was niet langer alleen.
Het werk was door Rousseau opgedragen aan Genève, zijn geboorteplaats. Hij prees Genève als een goede, hoewel niet perfecte, republiek. Als belangrijkste kwaliteiten noemde hij de stabiliteit van de wetten en instellingen, de goede geest van de inwoners en de goede relaties met naburige staten, die noch bedreigd noch gedreigd werden, en daarnaast de goed opgevoede vrouwen van Genève. Echter, dit gaf geen goed beeld van hoe Genève in werkelijkheid was. Het was meer een beschrijving van hoe Rousseau het had gewild. Zijn beschrijving was ook een groot contrast met de toestand in Parijs, waar Rousseau een aantal jaren had gewoond tijdens het schrijven van het Discours en waar hij zeer ontstemd was vertrokken. Zijn beschrijving van Genève was waarschijnlijk dus tegelijk ook een verklaring tegen Parijs.
Projet concernant de nouveaux signes pour la musique · Dissertation sur la musique moderne  · Discours sur les sciences et les arts · Discours sur la vertu du héros · Le devin du village · Narcisse ou l'Amant de lui-même · Discours sur l'origine et les fondements de l'inégalité parmi les hommes · Examen de deux principes avancés par M. Rameau · Jugement du Projet de paix perpétuelle de Monsieur l'Abbé de Saint-Pierre · Lettres morales, écrites entre 1757 et 1758, publication posthume en 1888 · Lettre sur la providence · J.-J. Rousseau, Citoyen de Genève, à M. d'Alembert sur les spectacles · Julie, ou la nouvelle Héloïse · Émile, ou De l'éducation, dans lequel est inclus La profession de foi du vicaire savoyard au livre IV · Du contrat social · Lettres écrites de la montagne · Lettres sur la législation de la Corse · Considérations sur le gouvernement de Pologne · Pygmalion · Essai sur l'origine des langues · Projet de constitution pour la Corse · Edictionnaire de musique · Les Confessions · Dialogues, Rousseau juge de Jean-Jacques · Les Rêveries du promeneur solitaire · Émile et Sophie, ou les Solitaires